# Agave marmorata
El maguey tepeztate (Agave marmorata) también conocido como pichomel, pitzometl, pichometl, maguey curandero, huiscole es una especie de plantas de la familia Asparagaceae. Es un maguey solitario, rara vez se ve en grupo de hasta seis individuos. Alcanza 2 metros de alto por 2.5 de diámetro. Tiene hasta 50 hojas por roseta de 1 x 0.4 metros, creciendo en varias direcciones, onduladas, acanaladas, verde amarillentas con bandas transversales blanquecinas. El margen de las hojas tiene mamilas carnosas y los dientes son de hasta 1 cm de largo por 1 de ancho y rectos, pardo claros o negruzcos, distanciados de 1.5 a 6 cm. Tienen una espina terminal lateralmente aplanada, acanalada, parda o gris. Se reconoce por sus rosetas laxas con hojas verde amarillentas a glaucas (blanquecinas), ásperas al tacto. Margen con mamilas, espinas cortas y robustas, flores pequeñas amarillo brillante en una panícula laxa.  Habita en Oaxaca y Puebla. Es endémica de México. Prefiere bosques caducifolios y matorrales secos, zonas de transición con encinos. Se utiliza para producción de mezcal y en algunas áreas de aguamiel y tiene uso medicinal. Las flores se usan para adornar iglesias, altares y casas durante la Semana Mayor, frescas sirven como forraje para ganado.

## Clasificación y descripción
Planta de crecimiento rosetófilo acaules (sin tallo), solitarias o rara vez de 1 a 6 individuos, estoloníferos; rosetas poco densas, 1 a 2 m de alto, 1,5 a 2,5 m de diámetro. Hojas de 16 a 20 por individuo, de 1 a 1,3 m de largo, 0,2 a 0,3 m de ancho, ampliamente lanceoladas, dispuestas en varias direcciones, frecuentemente onduladas, acanaladas, dobladas en el ápice, verde-amarillentas con bandas verde azuladas transversales, ásperas, papilosas, margen crenado, carnosas, dentado, dientes 0,7 a 1 cm largo, 0,7 a 1 cm ancho, espina terminal 1,5  a 2 cm largo, 4-8 mm ancho. Inflorescencias con contorno general más largo que ancho, 5,5  a 7 m de alto, fértil en la mitad o el tercio superior, ramas primarias 20 a 40,  de 30 a 50 cm largo, ramas secundarias 8 a 12 cm largo, terciarias 2 a 4 cm largo, a veces cuaternarias 1 a 2 cm largo; pedúnculo verde; brácteas 10 a 20 cm largo, 6 a 9 cm ancho en la base, triangulares, de consistencia como el papel. Flores 3 a 4 cm largo, amarillas; tépalos 1,2 a 1,7 cm largo, 2 a 3 mm ancho, erectos, gruesos; estambres con filamentos 3 a  3,5 cm largo, insertos a la mitad del tubo o en la base de los tépalos, amarillos; anteras 1 a 1,3 cm largo, 1 a 2 mm ancho, amarillas; el fruto es una cápsula de 2,5 a 3,5 cm de largo, 1,5 a 2 cm de ancho, más largas que anchas, pardas; semillas 5 a 7 mm largo, 3 a 5 mm ancho, negras, provista de alas de aproximadamente de 1 mm de ancho. Agave marmorata se reconoce por las rosetas laxas con hojas verde-amarillentas o verde azuladas, ásperas al tacto, espinas cortas y robustas, inflorescencia poco densa y flores pequeñas de color amarillo brillante.

## Distribución
Es una especie endémica de México, hasta ahora se conoce que se distribuye solo en los  estados de Oaxaca y Puebla. No se cuenta con registros en otros estados ni fuera de México.

## Hábitat
Es una especie que se encuentra en el bosque tropical caducifolio, matorral xerófilo y zona de transición entre estas dos comunidades y el bosque de encino, crece y se desarrolla en suelos delgados, de tipo calizos. En elevaciones de 680-1800 m s. n. m., con requerimientos de precipitación entre 300 y 700 mm anuales y una temperatura promedio de 18 a 26 °C.

## Estado de conservación
Especie que se usa para elaborar mezcal y en algunas áreas se extrae aguamiel, los tallos y las inflorescencias jóvenes se comen horneadas, ya secas se usan para proteger corrales, el jugo ya sea mezcal o pulque se calienta para curar tos, úlceras, coágulos, asma, golpes y heridas, las flores son ornamento en los arreglos de la Semana Santa, sirven también como forraje para el ganado y los botones o “cacayas” son comestibles.
Es una especie que a pesar de tener una distribución restringida, no se encuentra dentro de alguna categoría de protección de acuerdo a la NOM-059-SEMARNAT 2010. Tampoco se reporta en alguna categoría de protección de la UICN.